# Frýgie

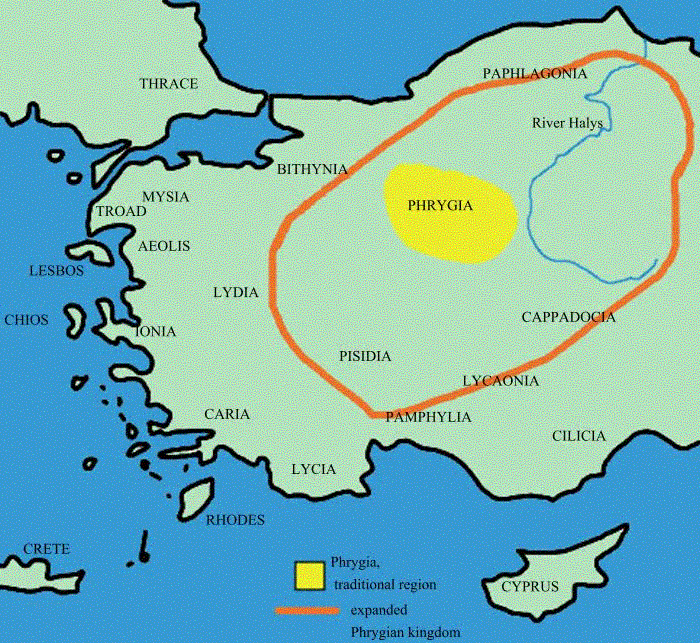
Lokalizace Frygie – jádro (žlutá), oblast expanze (oranžová)

Frýgie (zastarale Frygie, adjektiva frygický, zast. fryžský) je historický název území, které se rozkládá v západní části Anatolské vysočiny na území současné Turecké republiky. Již ve 12. století př. n. l. se zde usadili Frýgové, kteří v 8. století př. n. l. založili své království (doba největšího rozkvětu – panování krále Midase). Během staletí byla pod nadvládou postupně Peršanů, Makedonců a Římanů.
Příběhy z hrdinské éry řecké mytologie vyprávějí o několika legendárních frygických králích:
- Gordias, jehož gordický uzel později přesekl Alexandr Veliký
- Midas, který proměňoval vše, čeho se dotkl, ve zlato
- Mygdón, který válčil s Amazonkami

Podle Homérovy Iliady se Frygové účastnili trojské války jako blízcí spojenci Trojanů a bojovali proti Achájům. Moc Frygů dosáhla svého vrcholu na konci 8. století př. n. l. za vlády jiného historického krále Midase, který ovládal většinu západní a střední Anatolie a soupeřil s Asýrií a Urartu o moc ve východní Anatolii. Tento pozdější Midas byl však také posledním nezávislým králem Frygie, než Kimmeriové kolem roku 695 př. n. l. vyplenili frygické hlavní město Gordium. Frygie se poté stala podřízenou Lýdii a poté postupně Persii, Alexandrovi a jeho helénistickým nástupcům Pergamonu, Římské říši a Byzantské říši. Během této doby se Frygové stali křesťany a řecky mluvícími, asimilovali se do byzantského státu; po tureckém dobytí byzantské Anatolie v pozdním středověku se název „Frýgie“ jako územní označení přestal používat.

## Geografie

Umístění Frýgie v Anatolii

Frygové podle Homéra žili na území při řece Sangarius (nyní Sakarya), třetí nejdelší řeky v Malé Asii, která na severozápadě ústí do Černého moře. Později bylo za Frygii označováno území na západ od řeky Halys (nyní Kizilirmak) a na východ od Lýdie a Mýsie.

## Historie

### Příchod Frygů
Ve 12. století př. n. l. byly tzv. mořské národy vytlačeny z Balkánu a postupovaly na jih do Malé Asie a některé až do Egypta. Zapříčinily i zhroucení mocné Chetitské říše. Jedním z těchto „národů“ byli i Frygové a ti se na území, které dříve patřilo Chetitům, usadili. Centrem frýžského osídlení bylo město Gordion.

### 8. a 7. století př. n. l.
Asyrské prameny mluví o králi Mitovi, který je pravděpodobně totožný s fryžským králem Midasem. Asyrské prameny také zaznamenávají, že byl v roce 709 př. n. l. spojencem Sargona II. V 8. století př. n. l. založili Frygové království, které přežilo i invazi Kimmeriů a přetrvalo až do vzestupu Lýdie (7. století př. n. l.). Během vlády králů Midase a Gordia navázalo nezávislé frýžské království těsné obchodní styky se svými východními sousedy a s Řeky na západě. Téměř osudným se jim stal vpád kočovných Kimmeriů na přelomu 8. a 7. století př. n. l. Hérodotos říká, že město Gordion bylo spáleno a vypleněno roku 696 př. n. l. Vykopávky odhalily, že město bylo skutečně vypáleno někdy kolem roku 675 př. n. l. Avšak fryžská kultura nepřestala vzkvétat a přetrvala v malých fryžských královstvích, která existovala ještě asi 50 let.
Kolem roku 620 př. n. l. vyhnali Lýdové Kimmerie a ovládli Frygii. Celou ji však dlouho neovládali, protože již v roce 585 př. n. l. dobyli východní Frygii Médové.

### Od Lýdů k Alexandrovi

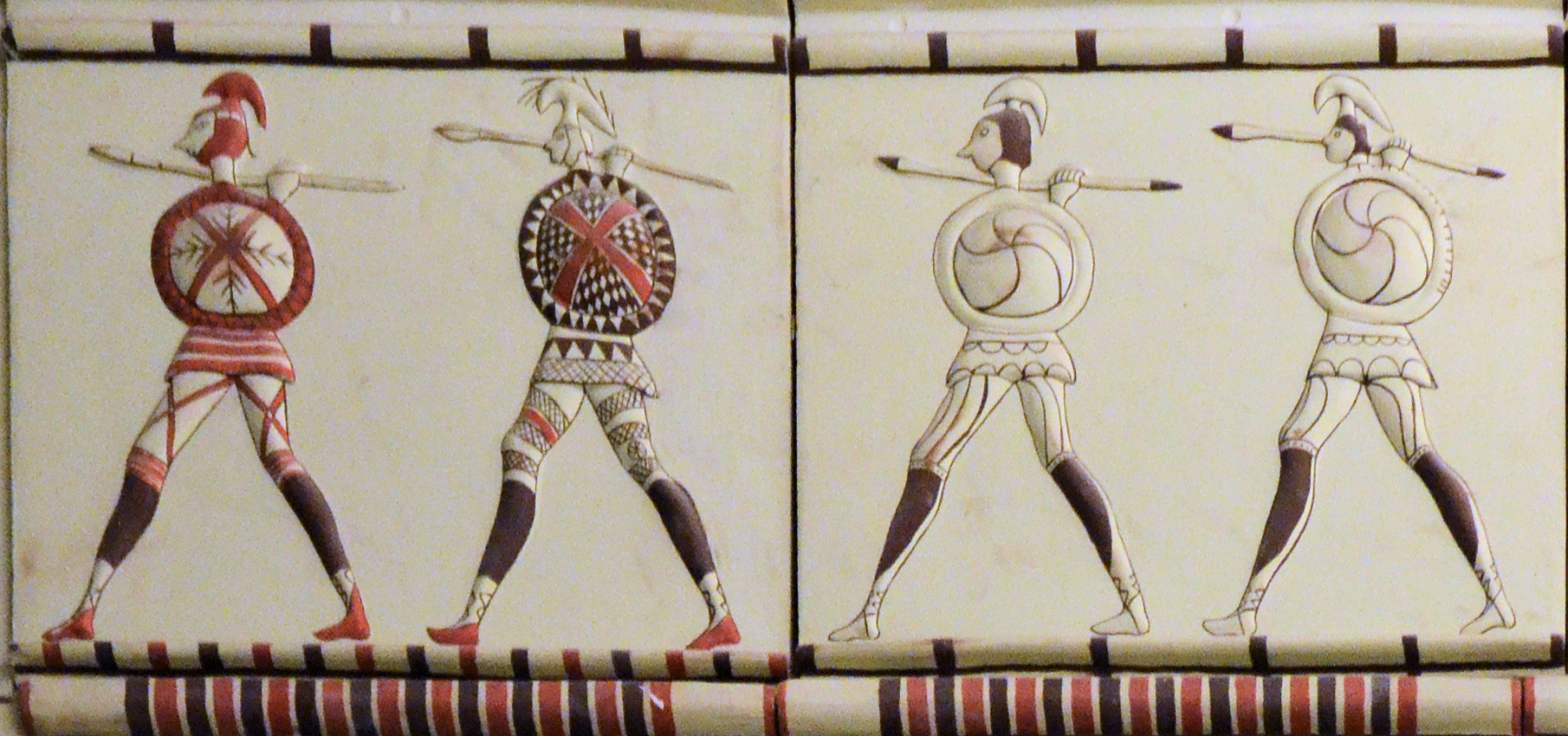
Frygští vojáci. Detail z rekonstrukce frygické budovy v Pazarlı, Çorum, Turecko, 7.–6. století př. n. l.

Během vlády lýdského krále Kroisa (560–546 př. n. l.) zůstala Frygie součástí říše, která se na východě rozšířila až k řece Halys.
V roce 546 př. n. l. byl Kroisos poražen a Frygie přešla pod nadvládu Peršanů. Po ustanovení satrapií Dáreiem I. se centrem Fryžské satrapie stalo město Dascylion.

### Od Alexandra k Římanům
Alexandr Veliký prošel Gordiem v roce 333 př. n. l. a rozsekl v něm pověstný Gordický uzel. Podle pověsti ten, kdo ho rozváže, získá vládu nad Asií. Po Alexandrově smrti byla Frygie přidělena Antigonovi a byla jedním z center jeho říše. Po Antigonově porážce v bitvě u Ipsu, která se odehrála právě ve Frygii, přešla Frygie do moci Seleukovců. V roce 278 př. n. l. v se do Frygie dostávají Galové a celá oblast je podle nich přejmenována na Galatii. Západní část Frygie přešla do moci Pergamu a v roce 133 př. n. l. se stala součástí Římské říše.